# Iphimachaera decapitata
Iphimachaera decapitata är en fjärilsart som beskrevs av Edward Meyrick 1931. Iphimachaera decapitata ingår i släktet Iphimachaera och familjen plattmalar. Inga underarter finns listade i Catalogue of Life.